# دیاربکر
دیاربکر یا آمِد (به ترکی: Diyarbakır، به کردی: Amed - ئامه‌د/ ئامێد، به آشوری: ܐܡܝܕ) شهری کردنشین در جنوب شرقی کشور ترکیه و مرکز استان دیاربکر این کشور است. زبان حدود ۸۵٪ مردم این شهر کردی کرمانجی و کردی زازاکی است.
دیاربکر از قدیم شهر مهم و عمده‌ای در جنوب شرقی ترکیه بود که در بستر و جلگه‌های رودخانه دجله واقع بود و مرکز استان دیاربکر بود. در سرشماری رسمی سال ۲۰۱۶، ایالت دیاربکر ۲٬۱۲۸٬۹۵۸ نفر جمعیت داشت. در سال ۲۰۱۸، شهر دیاربکر ۱٬۷۲۳٬۳۹۶ نفر جمعیت داشت. دیاربکر یکی از بزرگ‌ترین شهرهای کردنشین ترکیه و جهان است که در منطقه آناتولی جنوبی واقع شده‌است.
شهر دیاربکر دارای برج و باروی تاریخی استواری است که در زمان‌های قدیم به عنوان پادگان لشکریان عثمانی برای نبرد با لشکر ایران بکار می‌رفته‌است. ایرانیان، عرب‌ها، ترک‌ها و مغول‌ها در دوره‌های گوناگون بر این شهر و باروهای آن فرمان رانده‌اند.
شهر دیاربکر دارای برج و باروی تاریخی استواری است که مربوط به دوره امپراتوری روم شرقی است. نام دیار بکر یا سرزمین بکر از زبان عربی مشتق شده و به عرب‌های قبیله بکر بن وائل اشاره می‌کند که در اوایل آمدن اسلام در قرن هفتم میلادی در این منطقه سکنا گزیدند. از گذشته در داخل ترکیه، دیار بکر بخاطر هندوانه‌های بزرگش شناخته شده بوده‌است.

## پیشینه

### پیش از اسلام

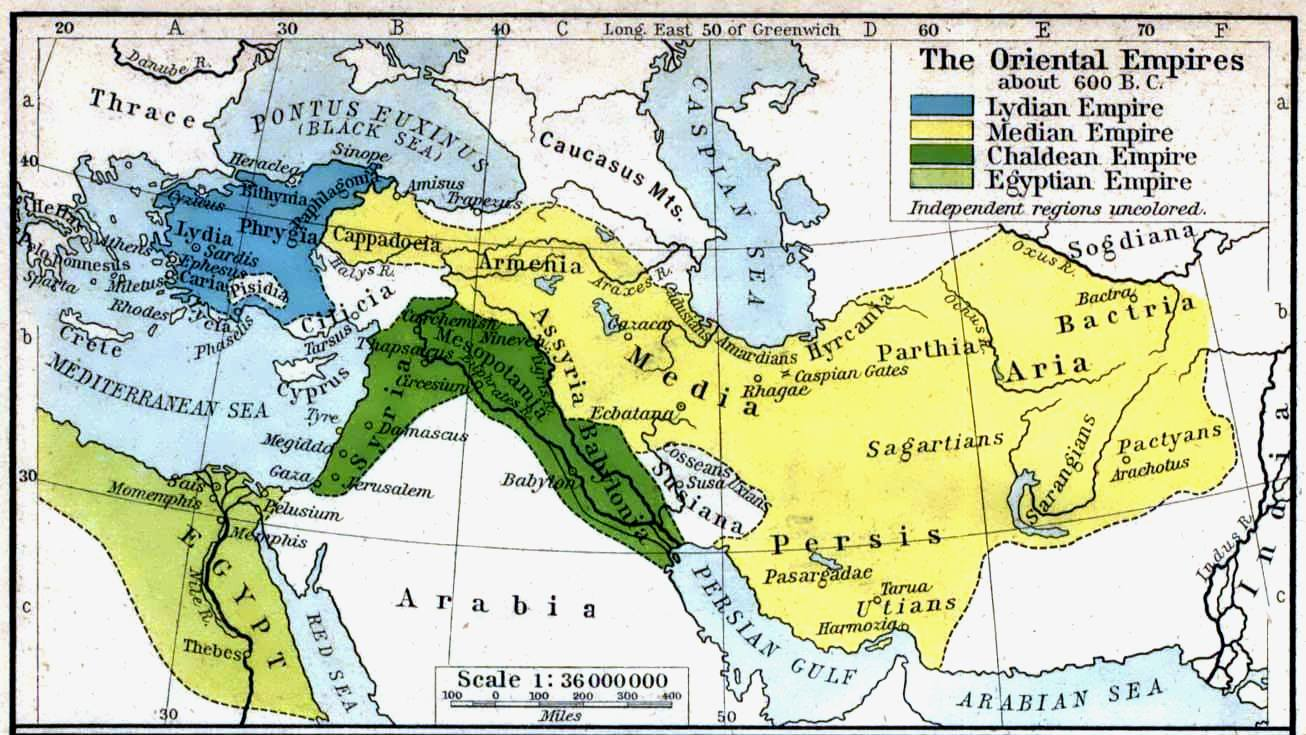
امپراتوری ماد (۵۵۰ پ. م)

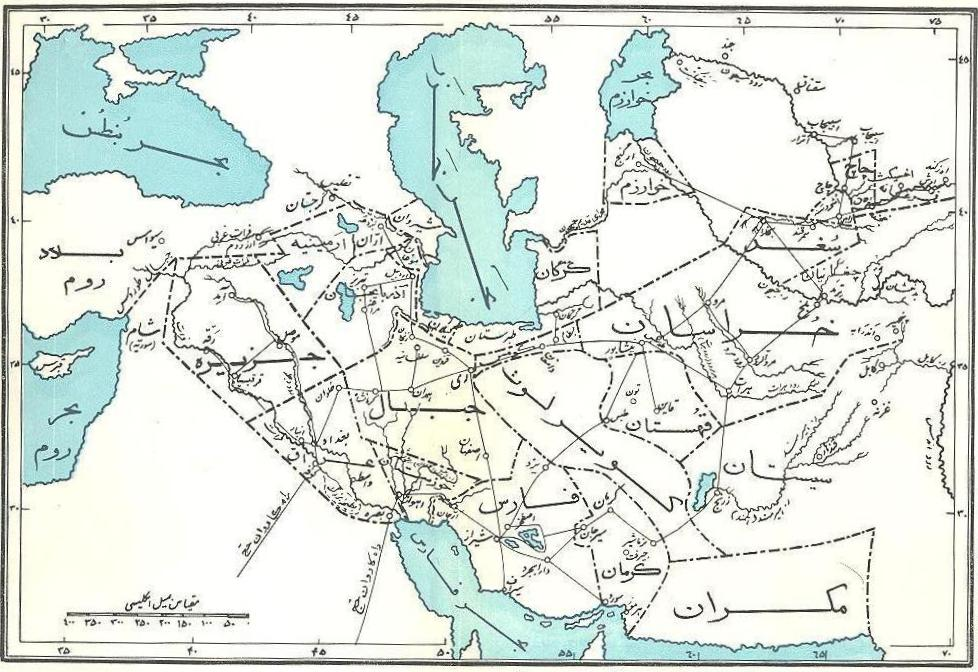
موقعیت آمِد در نقشه ایران در عصر خلفای عباسی برگرفته از کتاب جغرافیای تاریخی سرزمین‌های خلافت شرقی

دیاربکر قبلاً پایتخت منطقه دیار بکر در پادشاهی آشور از قرن سیزدهم قبل از میلاد تا قرن ۷ قبل از میلاد (۶۱۲) بوده‌است. در جنگی که بین نیروهای آشور و ماد در سال ۶۱۲ قبل ازمیلاد انجام گرفت بر اثر شکست آشور از ماد منطقه دیار بکر نصیب ماد گردید. از سال ۶۱۲ قبل از میلاد مسیح این منطقه به طرف شرق و جنوب دیار بکر امروزی ماد اداره شده‌است، این منطقه بعداً در سال ۶۶ قبل از میلاد مسیح یک ایالت امپراتوری روم شد.
وقتی که این منطقه تحت استیلای امپراتوری روم شرقی بود به این شهر آمیدا گفته می‌شد. کلمه آمید از منابع آشوری گرفته شده که نشان از مرکز استقرار رئیس کلیسای خاورزمین و بنابراین اساس آشوری/سوری دارد و شماری از سران و دین‌شناسان معروف را پرورش داده‌است، برخی از آن‌ها در کلیسای مریم مقدس دفن شده‌اند. تعداد زیادی از بقایای انسانی در کلیسا مانند استخوان‌های توماس از حواریون مسیح و تابوت یعقوب مقدس وجود دارد(۵۲۱)
در سال ۳۵۹م. شاپور دوم پادشاه ایران بعد از هفتاد و سه روز محاصره، دیاربکر را تصرف کرد. سربازان رومی و مردم شهر قتل‌عام شدند. این جنگ قهرمانانه به‌طور دقیقی توسط تاریخ‌نویس رومی آمیانوس مارسلینوس، که شاهد عینی این واقعه بود و با فرار از شهر از قتل‌عام نجات یافته بود، توصیف شده‌است.

### پس از اسلام
منطقه دیار بکر تحت فرمانروایی مروانیان در طی سده دهم و یازدهم بعد از میلاد مسیح اداره می‌شد. بعد از نبرد ملازگرد، شهر تحت اداره شاخه ماردین، شاخه‌ای از ترکمان‌های آغوز (تحت فرمانروایی آل ارتق) درآمد. منطقه دیار بکر ۱۱۰۰–۱۲۵۰ م. بیش از یک سده فقط به عنوان اسمی تحت کنترل بود.

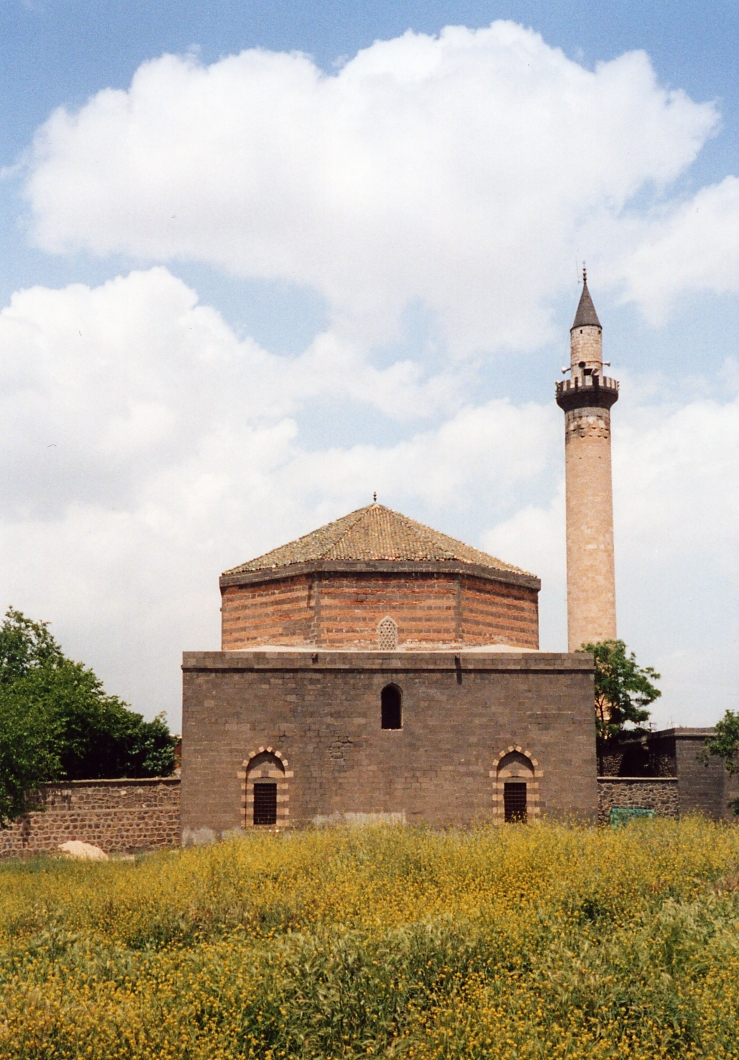
مسجدی در دیاربکر

ابن حوقل در وصف آن گوید بارویی دارد سیاه رنگ ساخته شده از سنگ‌های آسیاب. مقدسی گوید شهریست دارای استحکامات مهم و ساختمان عجیب مانند انطاکیه و دارای بارو و برج‌ها و دروازه‌ها که محوطه‌ای باز میان آن و خود شهر فاصله می‌باشد. در داخل شهر چشمه‌هایی وجود داشت و مقدسی گوید شهر را روی سنگ‌های سیاه بنیاد گذارده‌اند. آمد دارای پنج دروازه بود به نام باب‌الماء (دروازهٔ آب)، باب‌الجبل (دروازهٔ کوه)، باب‌الروم (دروازهٔ روم)، باب‌التل (دروازهٔ تپه) و باب‌السر که مخصوص زمان جنگ بود. قسمتی از استحکامات باروی آن روی کوه جای داشت و مقدسی گوید که امروز شهری برای مسلمانان مستحکم‌تر از آن و قلعه‌ای در مقابل رومیان مهم‌تر از آن سراغ ندارم. قزوینی گوید رود دجله از همه طرف آمد را در آغوش گرفته جز از یک طرف، به شکل هلال، و آن شهر دارای درختان بسیار و باغ‌های فراوانست. شهر آمد در پایان قرن هفتم به دست تیمور افتاد.
این منطقه همواره مورد اختلاف خاندان ایلخانیان و ایوبیان بود که این اختلاف برای مدت یک قرن بعد از بالا گرفتن شورش دولت ترکمانی قره قویونلو و بعداً دولت ترکمانی آق قویونلو پایان گرفت.

#### دوران امپراتوری عثمانی
هم‌زمان با تأسیس امپراتوری عثمانی توسط سلطان سلیم اول در این منطقه، پس از قتل‌عام شیعیان، این شهر بخشی از امپراتوری عثمانی شد. چون این منطقه در زمان حکومت سلطان سلیمان اول عراقین در سال ۱۳۵۴م. (دو عراق: عراق عربی و عراق ایرانی) و در همان زمان شامل موصل، بغداد و بصره می‌شد.
ترکمانان آق قویونلو از اواخر قرن ۱۴ میلادی بر این منطقه دست بردند تا اینکه در ۱۴۰۲ میلادی تیمور همه آنرا به آنها داد. بعدها اوزون حسن پدربزرگ مادری شاه اسماعیل اول این شهر را مرکز حکومت خود قرار داد.

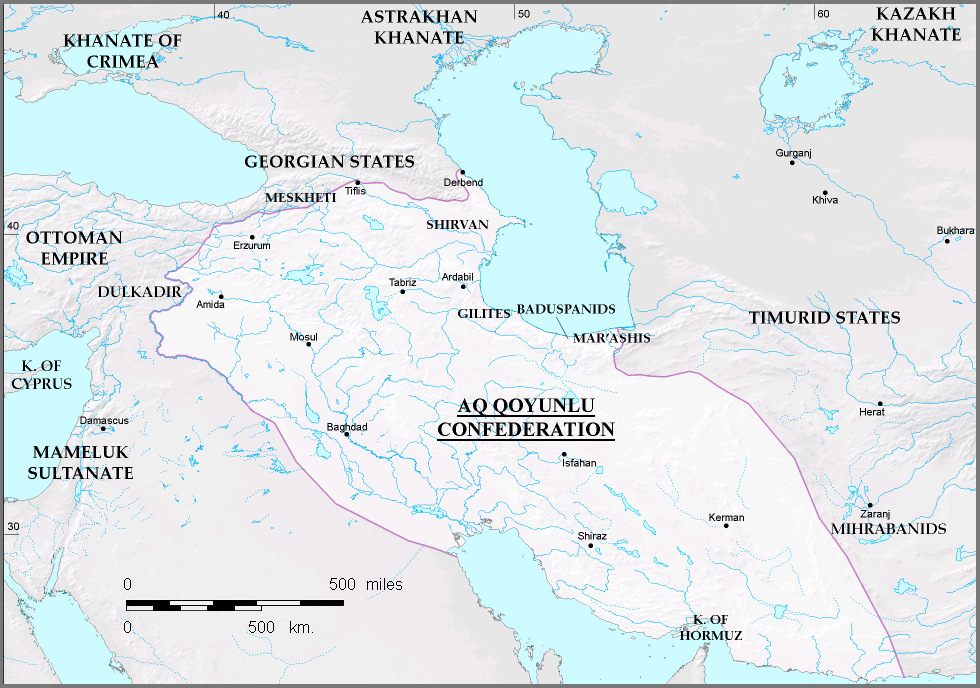
حکومت آق قویونلو

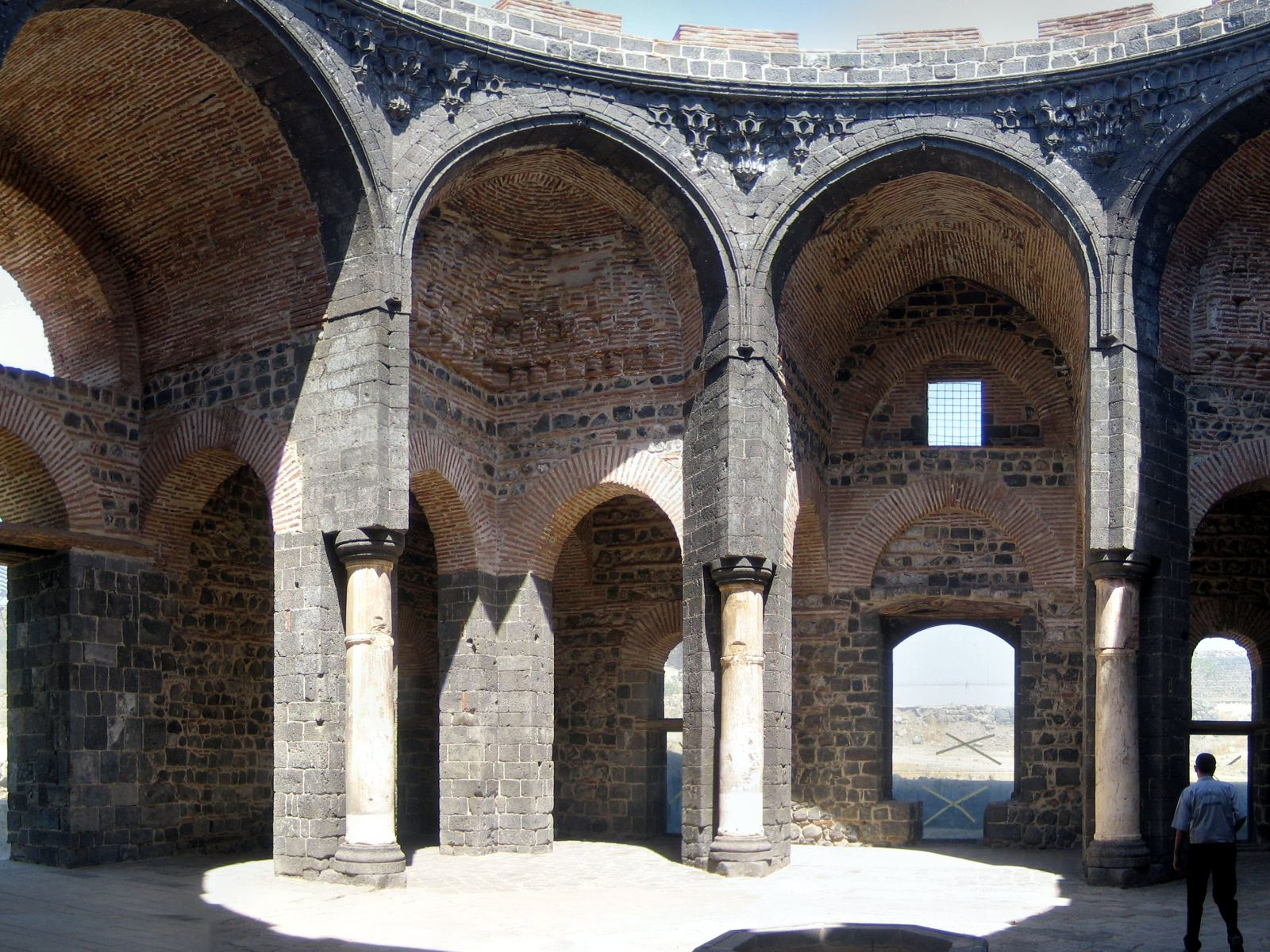
کلیسای سنت جورج دیاربکر جایی که دسپینا خاتون در آن دفن گردید

زمانی که اوزون حسن در ۱۴۵۸ میلادی با دسپینا دختر امپراتور ترابوزان ازدواج کرد او به این شهر آمد و کلیسایی در آن تأسیس کرد.
ایالت عثمانی دیار بکر دارای شرایط جغرافیایی است که امروزه به عنوان ایالت جنوب شرقی ترکیه شناخته می‌شود. اگرچه حدود آن در طول زمان کمی تغییر پیدا کرده‌است شبیه یک سرزمین مستطیل شکل که بین دریاچه ارومیه و پالو و سواحل جنوبی دریاچه وان و جزیره و اول صحرای سوری قرار دارد. در سال ۱۸۶۴م. همراه با رواج نظام ولایتی آن به عنوان مرکز ولایت دیار بکر شده‌است.
در قرن نوزدهم میلادی زندان دیار بکر شهرت بدی یافت چون پادشاهان عثمانی در زمان خود زندانیان سیاسی را از مناطق تحت بردگی بالکان برای گذراندن محکومیت‌های سخت به آنجا می‌فرستادند تا آن‌ها اعتراف کنند یا با آزادی‌خواهان ملی بجنگند.

### معاصر
قرن بیستم دوران خشونت و ناآرامی برای دیار بکر بود. در طی جنگ جهانی اول، بیشتر جمعیت آشوری و ارمنی دیاربکر از شهر اخراج شدند. بعد از محاصره امپراتوری عثمانی، سربازان فرانسوی سعی کردند که شهر را اشغال کنند.
در دهه نود بیش از سه هزار روستا در اطراف این شهر از سوی دولت ترکیه تخلیه شده‌است. علت اصلی کوچاندن مردم از روستاها در برگه‌های شورای امنیت ملی ترکیه، ممانعت از حمایت و پشتیبانی روستاییان از اعضای پ ک ک عنوان شده‌است.

## مشخصات
این شهر توسط دیوارهای بازالت سیاه همگن و شگفت‌انگیزی احاطه شده که با طول ۵٫۵ کیلومتر محوطه شهر قدیمی را دربر گرفته‌اند. کوچه‌های بسیار دراماتیک و بلوک‌های ساختمان‌های بزرگ چهره شهر قدیمی را به‌طور دراماتیکی با کوچه‌های بلوک‌های آپارتمانی مدرن و خیابان‌ها و کوچه‌های gecekondu در غرب دربر گرفته‌اند. دیار بکر دارای مساجد و مدرسه‌های قدیمی بسیار است که با فرم Ulu Cami (مساجد بزرگ) قرن یازدهم با نوارهای ترکیبی از بازالت و سنگ آهک ساخته شده‌اند. همان سبک در مدرسه دلیلر هان سده شانزدهم میلادی استفاده شده‌است و حالا یک هتل و مسجد قلعه قرن دوازدهم میلادی (Kale Camii) است.
کلیسای ارتدوکس سیاریکس بانوی ما اولین معبد بی دینان را در قرن اول قبل از میلاد بنا نهاد و هنوز هم محل عبادت است. دیار بکر همچنین یکی از جاهایی است که بازارهای خیابانی زنده و خیلی جالبی دارد.

## درگیری‌های سیاسی

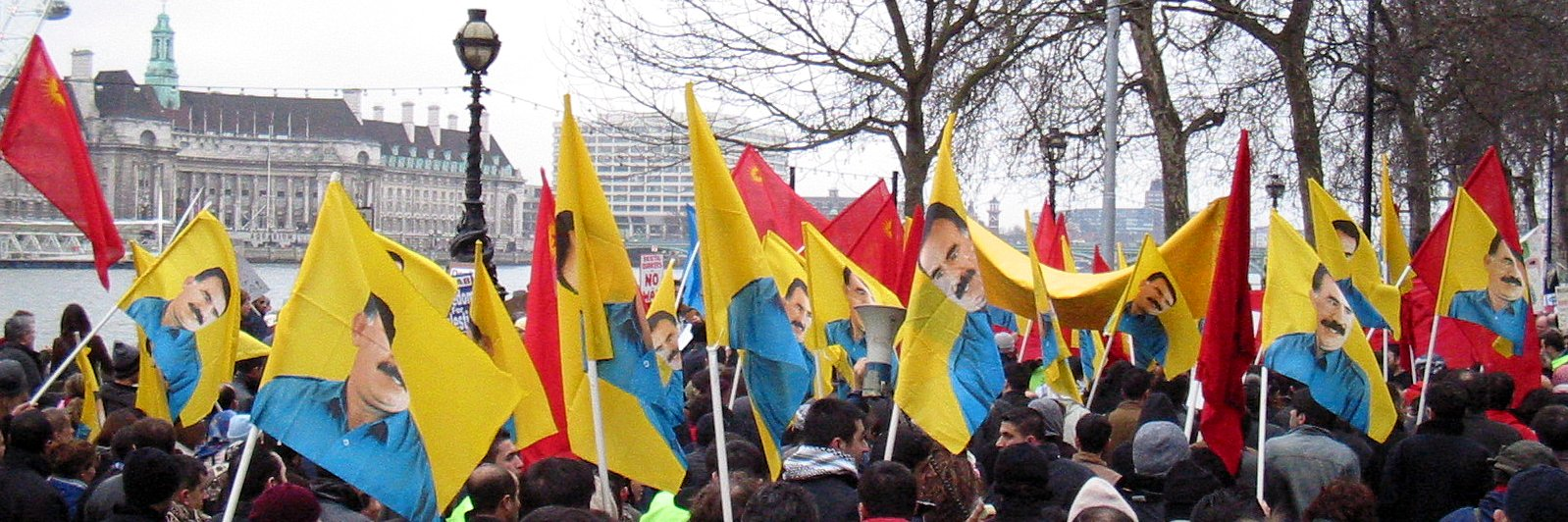
راهپیمایی هواداران پ.ک. ک در لندن سال ۲۰۰۳

دیاربکر همیشه مرکز ملی‌گرایی کردهای ترکیه بوده‌است. دیار بکر مهم‌ترین مرکز استقرار حزب کارگران کردستان (پ ک ک) به ویژه پس از آغاز جنگ شبه نظامیان در جنوب شرقی ترکیه از سال ۱۹۸۴ به بعد است. در طی این برخوردها، جمعیت شهر به‌طور شگفت‌آوری زیاد شده‌است چون روستائیان و دهقانان از سرزمین‌هایی که جنگ‌های شدیدی جریان دارد یا به دلایل امنیتی مربوط به شهر از روستاهای خود رانده شده و به شهر هجوم آورده‌اند. دیار بکر همچنین یکی از مناطقی است که حزب‌الله (ترکیه) در آن از نیمه دهه ۱۹۹۰ خیلی فعال بوده و گروه‌های از آن اغلب فعالان پ ک ک و اقلیت ارمنی جمعیت شهر سیاریکس‌ها را هدف حمله و ترور قرار داده‌اند.
بعد از توقف درگیری‌های میان گروه پ ک ک و دولت ترکیه، دولت ترکیه که از ابتدای جنگ داخلی و به مدت ۱۵ سال قانون وضعیت اضطراری اعلام کرده بود، از ۳۰ نوامبر سال ۲۰۰۲ به بعد محدودیت‌ها، سختگیری‌های امنیتی، سیاسی و قانونی خود در این منطقه را کاهش داد تا شرایط این نواحی تا حد زیادی به وضعیت عادی درآید. از این دوران به بعد اقتصاد محلی به آهستگی رشد و توسعه یافت و شهر دیار بکر به مکانی امن برای زندگی مردمان و بازدید گردشگران تبدیل شد.

## کوه‌های منطقه دیاربکر
قرجه‌داغ (۱۹۳۸ متر)، پیرعجمان (۲۰۱۰ متر)، مهراب (۲۱۰۰ متر)، آدم (۲۱۰۰ متر)، لیس (۲۲۲۰ متر)، سوپلیس (۲۲۸۰ متر)، کوز (۲۲۸۳ متر)، قردیلک (۲۳۵۰ متر)، بربهیو (۲۵۹۳ متر)، اندوک (۲۸۳۰ متر)

## اماکن تاریخی
- مسجد جامع دیاربکر
- مسجد شیخ مختار

## نگارخانه

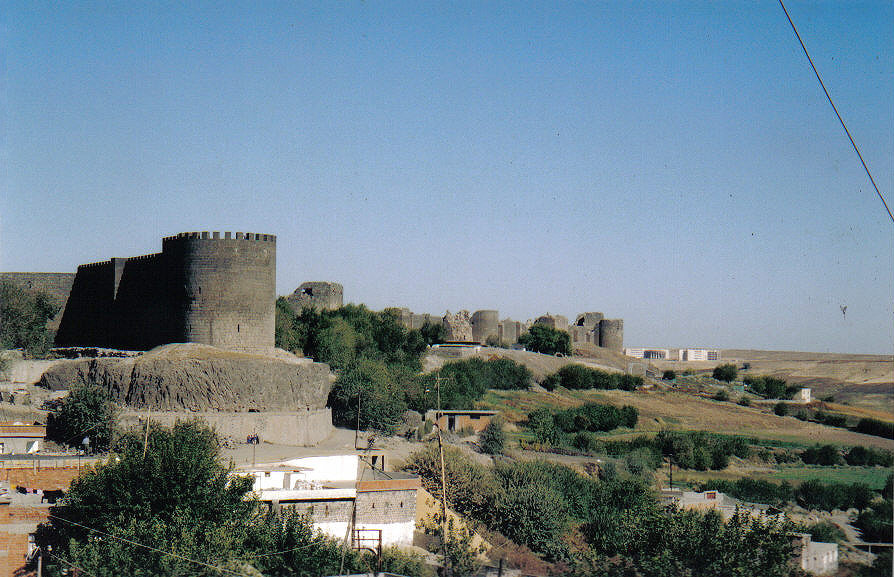
دیوارهای شهر دیاربکر
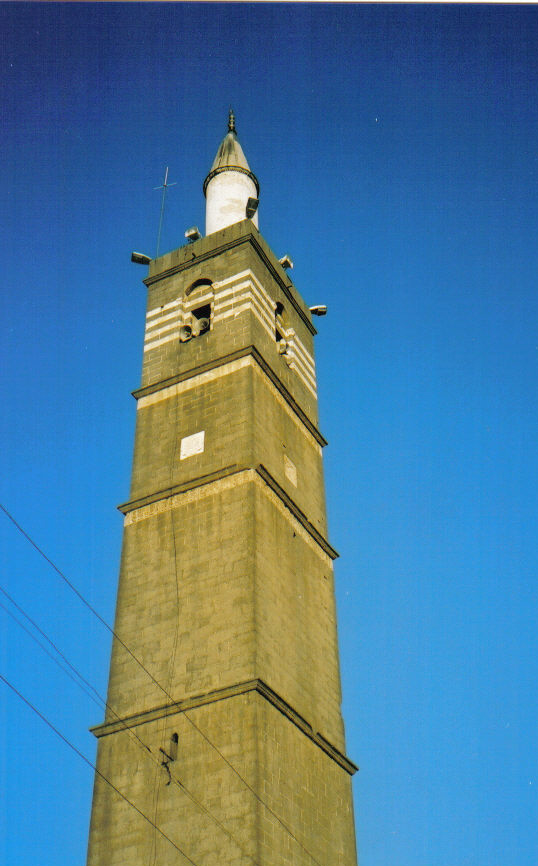
مسجد جامع قرن ۱۲
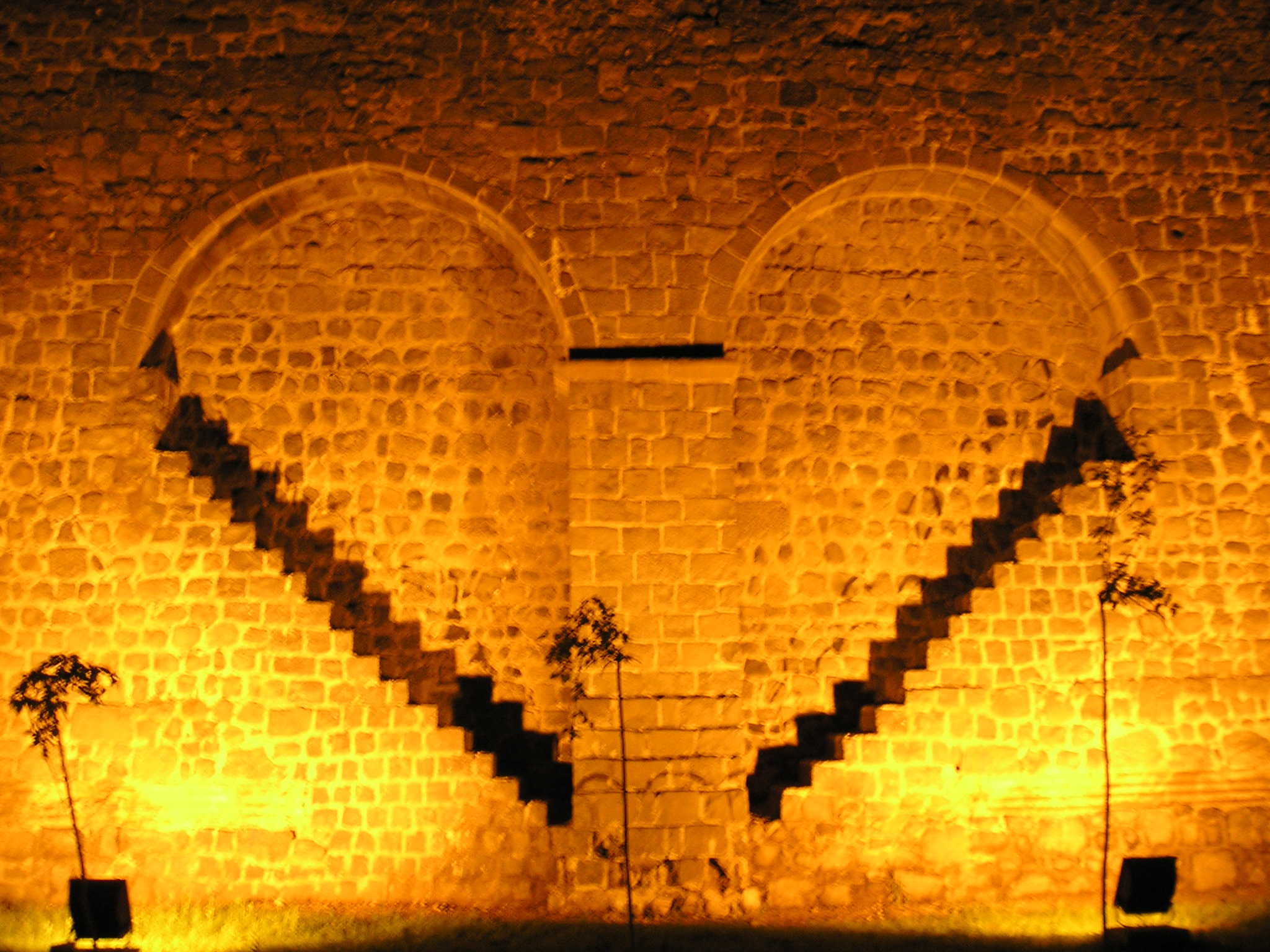
بخشی از دیوار قدیمی شهر دیاربکر
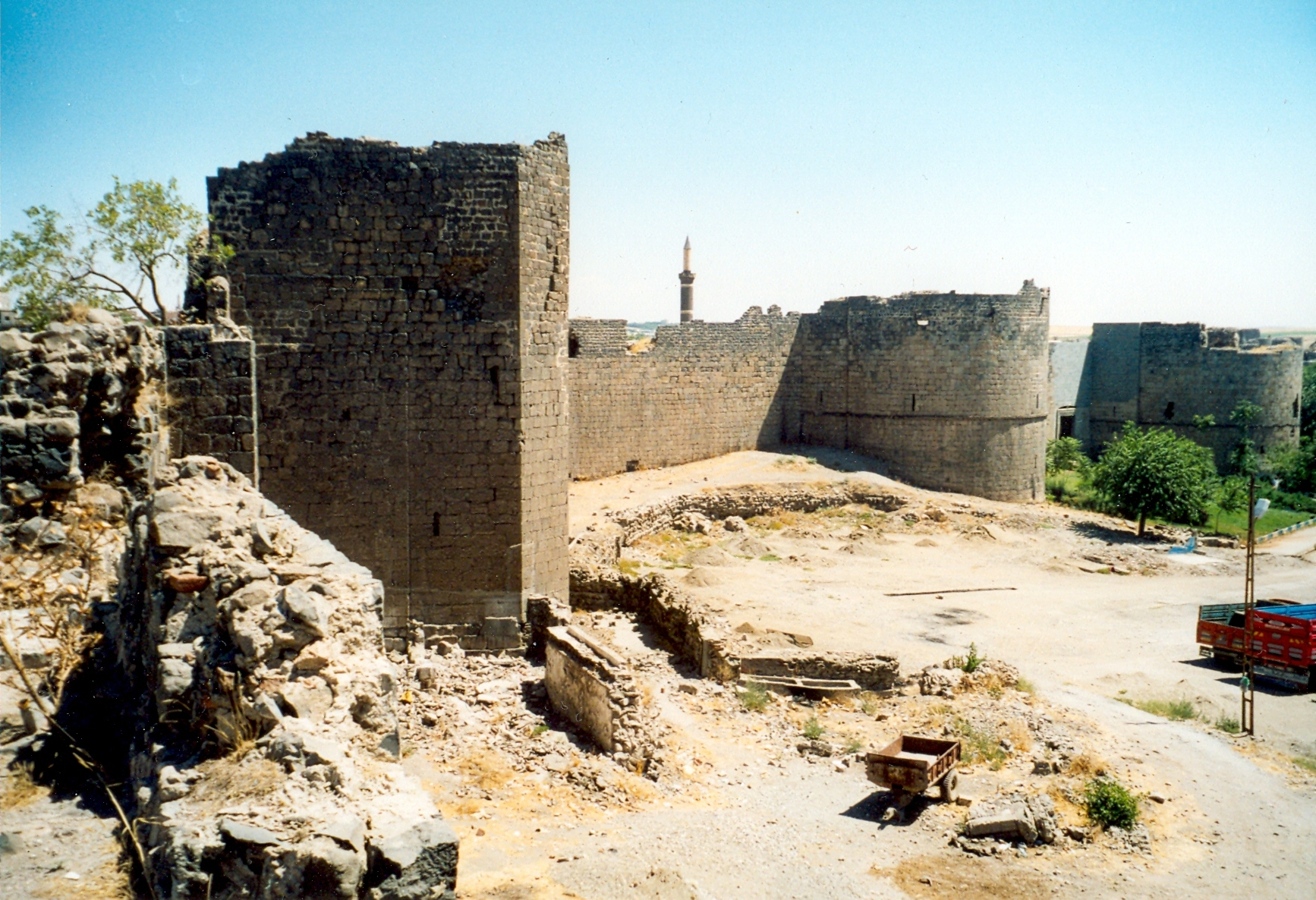
دیوارهای قدیمی دیاربکر